# Thesium humifusum
Thesium humifusum é uma espécie de planta com flor pertencente à família Santalaceae. 
A autoridade científica da espécie é DC., tendo sido publicada em Flore Françoise ed. 3, 5: 366. 1815.

## Portugal
Trata-se de uma espécie presente no território português, nomeadamente em Portugal Continental.
Em termos de naturalidade é nativa da região atrás indicada.

## Protecção
Não se encontra protegida por legislação portuguesa ou da Comunidade Europeia.